# Condado de Buckingham
El condado de Buckingham (en inglés: Buckingham County) es un condado en el estado estadounidense de Virginia. En el censo de 2000 el condado tenía una población de 15.623 habitantes. La sede de condado es Buckingham. El condado fue formado el 1 de mayo de 1761 a partir de una porción del condado de Albemarle. El origen del nombre del condado es incierto. Algunos creen que es en honor al duque de Buckingham. Sin embargo, otras fuentes creen que el condado toma su nombre de la Mansión Buckingham de Archibald Cary, que estaba ubicada en Willis Creek.

## Geografía
Según la Oficina del Censo, el condado tiene un área total de 1.511 km² (584 sq mi), de la cual 1.504 km² (581 sq mi) es tierra y 7 km² (3 sq mi) (0,46%) es agua.

### Condados adyacentes
- Condado de Fluvanna (noreste)
- Condado de Cumberland (este)
- Condado de Prince Edward (sur)
- Condado de Appomattox (suroeste)
- Condado de Nelson (oeste)
- Condado de Albemarle (noroeste)

## Demografía
En el  censo de 2000, hubo 15.623 personas, 5.324 hogares y 3.758 familias residiendo en el condado. La densidad poblacional era de 27 personas por milla cuadrada (10/km²). En el 2000 había 6.290 unidades unifamiliares en una densidad de 11 por milla cuadrada (4/km²). La demografía del condado era de 59,11% blancos, 39,06% afroamericanos, 0,20% amerindios, 0,17% asiáticos, 0,01% isleños del Pacífico, 0,36% de otras razas y 1,08% de dos o más razas. 0,81% de la población era de origen hispano o latino de cualquier raza. 
La renta promedio para un hogar del condado era de $29.882 y el ingreso promedio para una familia era de $37.465. En 2000 los hombres tenían un ingreso medio de $26.302 versus $20.491 para las mujeres. La renta per cápita para el condado era de $13.669 y el 20,00% de la población estaba bajo el umbral de pobreza nacional.

## Ciudades y pueblos
- Arvonia
- Buckingham
- Dillwyn
- Mt. Rush
- New Canton